# Afonso, Duque de Anjou e Cádis
Afonso, Duque de Anjou e Cádis, Grande da Espanha (nascido Alfonso Jaime Marcelino Victor Manuel Maria de Borbón y Dampierre, como cidadão francês Alphonse de Bourbon; 20 de abril de 1936 – 30 de janeiro de 1989) foi neto de Afonso XIII da Espanha, e um potencial herdeiro do trono no caso de restauração da monarquia espanhola e um pretendente legitimista ao extinto trono francês como Afonso II.

## Vida

Armas do Duque de Anjou e de Cádis

Afonso nasceu na Clínica Sant’Ana em Roma, sendo o filho mais velho do Infante Jaime, Duque de Segóvia, o segundo de quatro filhos do rei Afonso XIII, com Dona Emmanuelle de Dampierre, filha de Roger, Duque de San Lorenzo e Dona Vittoria Ruspoli dos príncipes de Poggio Suasa. Os Segóvia viviam em Roma, onde o pai de Jaime mantinha uma corte desde que a família real espanhola havia fugido em exílio após a eleição de republicanos e socialistas na maiores cidades da Espanha de 1931. Afonso foi batizado pelo Cardeal Eugenio Pacelli, que mais tarde se tornaria o Papa Pio XII, no Palazzo Ruspoli na Via del Corso em Roma, casa de sua avó materna.
Em 1941, Afonso e seus pais seguiram sua avó inglesa, a rainha Vitória Eugênia, para Lausana na Suíça. Eles viveram no Hotel Royal, antes de Afonso e seu irmão mais novo, Gonzalo, Duque da Aquitânia, serem enviados para o Collège Saint-Jean, que mais tarde se tornou a Escola Internacional Villa St. Jean, em Friburgo. Em 8 de dezembro de 1946, Afonso e Gonzalo fizeram sua primeira comunhão, sendo crismados no mesmo dia pelo Cardeal Pedro Segura y Sáenz, Arcebispo de Sevilha.

## Direito de sucessão ao trono espanhol
O filho mais velho do rei, Afonso, Príncipe das Astúrias, herdou a hemofilia de sua bisavó materna, a rainha Vitória do Reino Unido, mas mesmo assim foi considerado o herdeiro aparente da Espanha até a república ser estabelecida em 1931. Em 1933, ele renunciou a qualquer reivindicação de herdar o trono espanhol, em caso de restauração, para se casar com uma plebeia cubana, Edelmira Sampedro Robato, e mais tarde morreu de hemorragia interna após um pequeno acidente de carro em setembro de 1938.
O próximo na linha de sucessão, Infante Jaime, surdo e mudo, foi nesse mesmo dia persuadido a renunciar a sua pretensão e a de seus futuros descendentes ao lado de seu irmão mais velho, assumindo assim o título de Duque de Segóvia e abrindo caminho para que o terceiro filho do rei, Dom João, Conde de Barcelona, assumisse o primeiro lugar na linha de sucessão da dinastia exilada.
Não havendo necessidade de Segóvia obter uma aliança dinástica através do casamento, o passado nobre, porém não real de Emmanuelle de Dampierre foi visto com aprovação pelo rei e a rainha quando eles se casaram em Roma em 1935, e nenhum estilo ou título foram atribuídos a Afonso de Borbón-Segóvia y Dampierre na edição de 1944 do Almanaque de Gota.
Durante a guerra civil espanhola, que começou em julho de 1936, Francisco Franco emergiu como o caudilho do movimento falangista, derrubando a república e prometendo a restauração da monarquia, mas consolidando seu controle no poder. Após a morte de Afonso XIII em Roma em fevereiro de 1941, Franco escreveu a Dom João, Conde de Barcelona, reconhecendo-o como legítimo herdeiro do trono, embora sem convidá-lo a ocupa-lo, confirmando implicitamente que considerava Segóvia e seus filhos como excluídos da linha de sucessão.
Embora em 1947, após a derrubada das monarquias no Leste Europeu e na Itália, Franco tenha promulgado e os eleitores aprovado uma lei de sucessão que definia a Espanha como um reino, essa lei também autorizou Franco a decidir quem entronizar e quando. Dom João respondeu emitindo o Manifesto do Estoril que afirmava a ordem tradicional de sucessão, e seguiu com comentários abraçando uma monarquia democrática. A nova lei permitia que Franco ou seu sucessor escolhesse qualquer homem que fosse de linhagem real como rei, e Afonso foi mencionado naquele ano como uma possível alternativa a Dom João e seu filho, Juan Carlos, caso Franco considerasse o primeiro liberal demais para reinar sobre uma Espanha falangista.
Em dezembro de 1949, Segóvia retirou sua renúncia por coerção e alegou que era o legítimo pretendente à coroa espanhola. As relações entre Dom João e Franco continuaram a se deteriorar e, em 1952, o ditador convenceu Segóvia a enviar seu filho mais velho à Espanha para ser educado sob sua orientação. Relutantemente, Afonso mudou-se da Suíça para a Espanha, inicialmente para estudar direito na Universidade de Deusto e, em 1955, para frequentar o elitista Centro de Estúdios Universitarios (CEU). Em 1956, Franco estava desviando patrocinadores de alguns eventos cívicos de Juan Carlos, que também estava sendo educado na Espanha sob a supervisão do caudilho, para Afonso.
Em 1964, Franco considerou Juan Carlos seu candidato preferido ao trono acima de seu pai, Dom João, mas também considerou que se ele desviasse da obediência à Franco ou da lealdade a seu Movimento Nacional, Afonso era uma alternativa adequada. O maior apoiador de Afonso no governo de Franco foi José Solis, ministro e secretário-geral do Movimento Nacional. Antecipando que Franco logo se ofereceria para declará-lo o próximo Rei da Espanha em vez de Dom João, em junho de 1969, Juan Carlos avisou seu pai que se ele recusasse a oferta de Franco, Afonso seria convidado a aceitar a coroa, no entanto Dom João recusou-se a consentir por sentir que o trono estava sendo usurpado de suas mãos.
Convidado por Juan Carlos para ser a principal testemunha na cerimônia que o declararia como sucessor e Príncipe da Espanha, Afonso imediatamente concordou e enviou alguns de seus apoiadores para visitar seu pai em Paris para persuadi-lo a não expressar nenhuma oposição publicamente. Em troca de seu total apoio, Franco mais tarde nomeou-o como Embaixador da Espanha na Suécia. Mas em junho de 1972, depois de assumir o cargo, Afonso informou ao ministro de relações exteriores de Franco, Laureano López Rodó, que considerava seu apoio condicional à lealdade contínua de seu primo à Espanha franquista. Ele sugeriu ainda que a lei de sucessão da Espanha deveria ser alterada para facilitar a substituição de Afonso ou a sucessão de Juan Carlos como herdeiro de Franco se as circunstâncias exigissem tal mudança.
Em 8 de março de 1972, no Palácio Real d'O Pardo em Madri, Afonso casou-se com Dona Maria del Carlen Martínez-Bordiú y Franco, filha de Dom Cristóbal Martínez-Bordíu, 10º Marquês de Villaverde, e de sua esposa, Dona Carmen Franco y Polo, sendo esta filha única de Franco e recebendo um título em 1975, tornando-se a 1ª Duquesa de Franco após a morte de seu pai. Afonso e Maria se separaram em 1979, receberam o divórcio civil em 1982 e a anulação eclesiástica em 1986.
Em 22 de novembro de 1972, Franco concedeu a Afonso o título espanhol de Duque de Cádis com a dignidade Grandeza da Espanha, e ele recebeu o estilo de Sua Alteza Real. O título de Cádis pertencia ao tataravô de Afonso, o Infante Francisco de Asís.

## Direito de sucessão ao trono francês
Como a mãe de Afonso não nasceu princesa de ascendência real, seu avô, Afonso XIII, não considerou o jovem Afonso na linha de sucessão ao trono espanhol de acordo com a Sanção Pragmática de 1830. O pai de Afonso, Jaime, no entanto, chegou a afirmar que seus filhos eram de dinastia francesa com direito ao estilo de Sua Alteza Real, que Afonso apenas recebeu o direito em 1972 do ditador Francisco Franco. Na Espanha, até 1972, Afonso era geralmente chamado de Dom Afonso de Borbón y Dampierre, mas em outros lugares, ele era frequentemente tratado como um príncipe.
Desde o seu nascimento, Afonso foi considerado um príncipe de sangue por aqueles legitimistas que acreditavam que Afonso XIII também era o herdeiro do trono francês. Quando seu avô morreu em 28 de fevereiro de 1941, o pai de Afonso, Jaime, o sucedeu nesta reivindicação francesa, e Afonso foi então reconhecido pelos legitimistas como Delfim da França.
Em 25 de novembro de 1950, Afonso recebeu o título de Duque de Bourbon de seu pai. Em 1963, Alonso contratou o historiador francês e ardente monarquista Hervé Pinoteau como seu secretário particular. Pinoteau permaneceu com ele até sua morte.
Em 20 de março de 1975, o pai de Afonso, Jaime, morreu, e ele foi imediatamente reconhecido por seus apoiadores como Afonso II da França. Em 3 de agosto de 1975, ele recebeu o título de Duque de Anjou.
Em 21 de janeiro de 1985, no 192º aniversário da morte de Luís XVI, Afonso esteve presente para a missa de réquiem na Chapelle expiatoire em Paris.

## Descendentes
- Francisco de Asís de Borbón e Martínez-Bordiú (Madrid, 22 de novembro de 1972 - Pamplona, 7 de fevereiro de 1984). Faleceu aos 11 anos.
- Luis Alfonso Gonzalo Víctor Manuel Marco de Borbón y Martínez-Bordiú (nascido em Madrid, 25 de abril em 1974).

Em 7 de fevereiro de 1984, Afonso estava dirigindo-se para casa com seus filhos, depois de uma visita aos Pirenéus. O seu carro colidiu com um caminhão. O seu filho mais velho, Francisco, morreu no acidente; o seu filho mais novo, Luís Afonso esteve no hospital durante um mês; Afonso foi submetido a seis operações. Um juiz decidiu que Afonso tinha sido negligente e retirou-lhe a custódia de Luís Afonso.

## Processo do Conde de Clermont contra o Duque de Anjou
Em 1987, Henrique, Conde de Clermont, filho mais velho de Henrique de Orléans, Conde de Paris, o então pretendente orleanista ao extinto trono francês, iniciou uma ação judicial contra Afonso pelo uso do título de Duque de Anjou e da heráldica France Moderne, também conhecida como flor-de-lis. Henrique pediu ao tribunal que multasse Afonso em 50.000 francos franceses para cada violação futura. 
Em 1988, o Fernando, Duque de Castro e o Sixto Henrique de Bourbon-Parma juntaram-se ao processo de Henrique em referência ao uso do título de Duque de Anjou, mas não em relação ao brasão de armas. Em 21 de dezembro de 1988, o Tribunal de Primeira Instância de Paris decidiu que o processo era inadmissível porque a existência legal do título não pôde ser provada; que nem o demandante, Henrique, nem os intervenientes, Fernando e Sixto, estabeleceram suas reivindicações ao título; e que Henrique não foi ferido pelo uso da heráldica da França pelo ramo espanhol da família Bourbon.
Em março de 1989, após a morte de Afonso, os príncipes Henrique e Sixto apelaram da sentença no processo sobre o uso do título e heráldica por Afonso, mas a decisão original em favor de Afonso foi mantida.

## Morte
De 1977 a 1984, Afonso foi presidente da Federação Espanhola de Esqui e, de 1984 a 1987, presidente do Comitê Olímpico Espanhol.
Afonso morreu em um acidente de esqui em Beaver Creek Resort, Eagle County, Colorado, em 30 de janeiro de 1989, decapitado por um cabo com o qual colidiu quando estava sendo erguido para apoiar uma faixa na linha de chegada no Campeonato Mundial de Esqui Alpino da FIS.